# Alexander Frederik van Württemberg

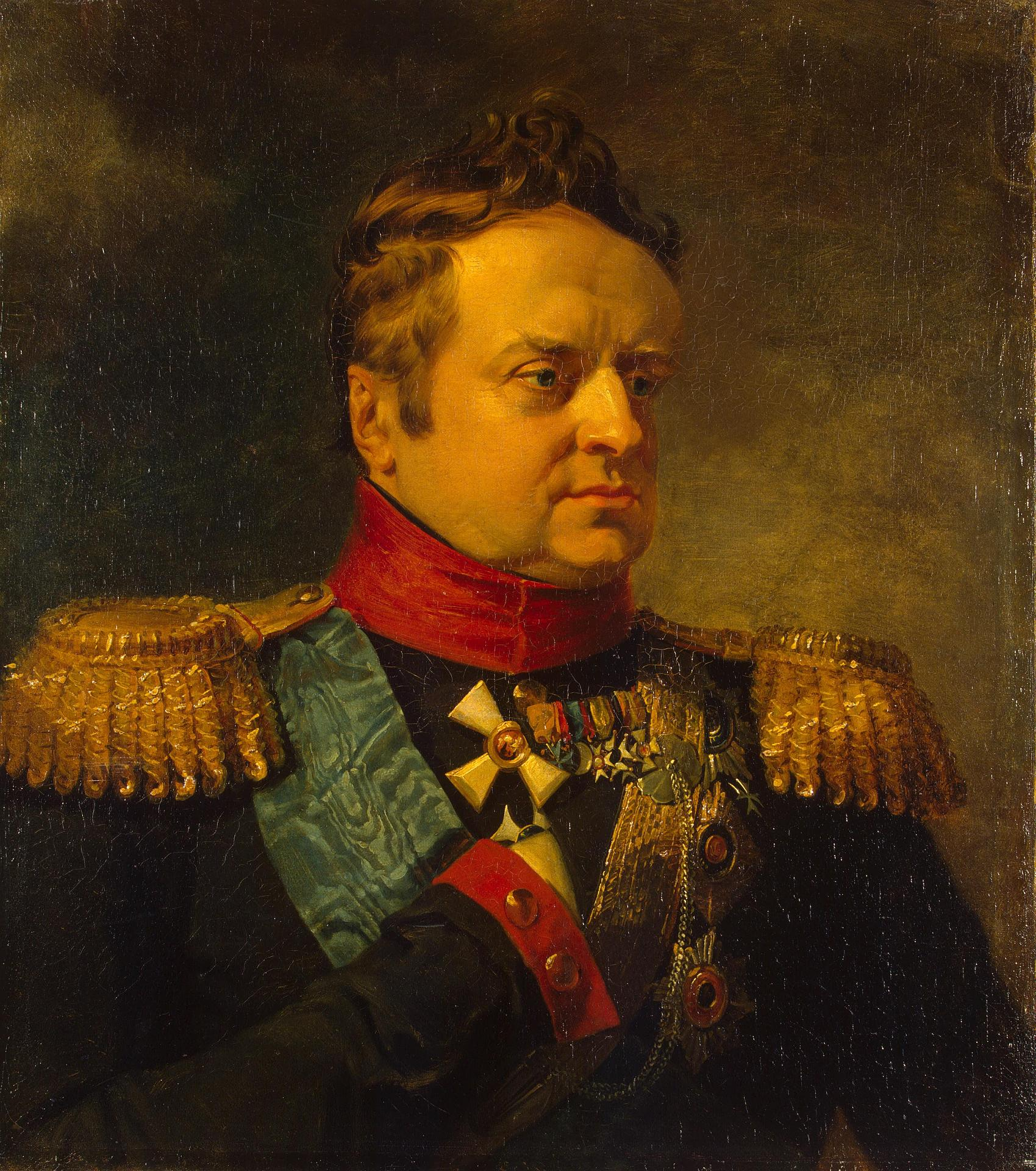
Portret van Alexander Frederik van Württemberg door George Dawe, circa 1825.

Alexander Frederik Karel van Württemberg (Russisch: Александр Фридрих Карл Вюртембергский) (Mömpelgard, 24 april 1771 — Gotha, 4 juli 1833) was hertog van Württemberg. Hij behoorde tot het Huis Württemberg.

## Levensloop
Alexander was het elfde kind en de zevende zoon van hertog Frederik Eugenius van Württemberg uit diens huwelijk met Frederika Dorothea Sophia, dochter van markgraaf Frederik Willem van Brandenburg-Schwedt.
Op 21 april 1791 ging hij als kolonel in dienst bij het Württembergse leger. Vervolgens werd hij in 1794 officier in Oostenrijkse militaire dienst. Alexander Frederik diende van 1796 tot 1799 in de campagne tegen Frankrijk en vocht mee in de veldslagen bij Rastatt en die bij Würzburg, Offenbach, Stockach en Zürich. In 1796 werd hij gepromoveerd tot majoor-generaal en in 1798 tot veldmaarschalk-luitenant.
In 1799 werd hij door generaal Aleksandr Soevorov opgenomen in het Russische keizerlijke leger als luitenant-generaal en hoofd van het kurassiersregiment van Riga, dat in augustus 1800 omgevormd werd tot dragondersregiment, terwijl Alexander gepromoveerd werd tot generaal van de cavalerie. In 1811 werd hij dan weer benoemd tot militair gouverneur van Wit-Rusland.
Tijdens de veldtocht van Napoleon naar Rusland in 1812 diende Württemberg in het hoofdkwartier van het Eerste Westelijke Leger en vocht hij in de veldslagen bij Vitsebsk, Smolensk, Borodino, Tarutino, Malojaroslavets, Vjazma en Krasny. In 1813 commandeerde hij het Russische leger bij het Beleg van Danzig, waarvoor de hertog beloond werd met een gouden zwaard en onderscheiden werd met de Tweede Klasse van de Orde van Sint-Joris. Na de oorlog keerde hij terug naar Wit-Rusland en zijn regiment in Riga.
In 1822 werd Alexander benoemd tot hoofd van het communicatiedepartement van Rusland, een functie waarin hij in West-Rusland verschillende grootschalige waterwegprojecten opstartte. Het bekendste was het Hertog Alexander van Württemberg-Kanaal, dat de Wolga verbond met de Noordelijke Dvina. In 1826 werd hij het hoofd van het kurassiersregiment Ekaterinoslav en lid van de Staatsraad, maar in 1827 keerde hij alweer terug naar zijn regiment in Riga. Bovendien had hij vanaf 1820 als lid van het koninklijk huis van Württemberg een mandaat in de Kamer van Standsheren, waar hij zich echter nooit liet zien. In 1832 verliet Alexander Frederik het Russische leger en in november 1832 ook Rusland zelf, om niet meer terug te keren. In juli 1833 overleed hij op 62-jarige leeftijd in Gotha, in de residentie van zijn schoonzoon Ernst I van Saksen-Coburg en Gotha.
Alexander werd bijgezet in de Vorstelijke Crypte van Slot Friedenstein. In 1808 werd hij in Parijs opgenomen in de vrijmetselaarsloge Phoenix en in 1810 werd hij lid van de loge Les amis réunies in Sint-Petersburg.

## Huwelijk en nakomelingen
Op 17 november 1798 huwde hij met Antoinette van Saksen-Coburg-Saalfeld (1779-1824), dochter van hertog Frans van Saksen-Coburg-Saalfeld. Ze kregen vijf kinderen:
- Marie (1799-1860), huwde in 1822 met haar oom, hertog Ernst I van Saksen-Coburg en Gotha
- Paul (1800-1802)
- Alexander (1804-1881), Russisch generaal, huwde in 1837 met prinses Maria van Orléans
- Ernst (1807-1868), Russisch generaal, huwde in 1860 met operazangeres Natalie Eschborn
- Frederik (1810-1815)

## Voorourders
| Alexander Frederik van Württemberg             | Alexander Frederik van Württemberg                                                                                 | Alexander Frederik van Württemberg                                                                                 | Alexander Frederik van Württemberg                                                                                 | Alexander Frederik van Württemberg                                                                                 | Alexander Frederik van Württemberg                                                                                 | Alexander Frederik van Württemberg                                                                                 | Alexander Frederik van Württemberg                                                                                 | Alexander Frederik van Württemberg                                                                                 |
| ---------------------------------------------- | --- | --- | --- | --- | --- | --- | --- | --- |
| Overgrootouders                                | Frederik Karel van Württemberg-Winnental (1652–1698) ∞ Eleonora Juliana van Brandenburg-Ansbach(1663-1724)         | Frederik Karel van Württemberg-Winnental (1652–1698) ∞ Eleonora Juliana van Brandenburg-Ansbach(1663-1724)         | Anselm Franz von Thurn und Taxis (1681–1739) ∞ Maria Ludovika Anna von Lobkowitz (1683-1750 )                      | Anselm Franz von Thurn und Taxis (1681–1739) ∞ Maria Ludovika Anna von Lobkowitz (1683-1750 )                      | Filips Willem van Brandenburg-Schwedt (1669–1711) ∞ Johanna Charlotte van Anhalt-Dessau (1682–1750)                | Filips Willem van Brandenburg-Schwedt (1669–1711) ∞ Johanna Charlotte van Anhalt-Dessau (1682–1750)                | Frederik Willem I van Pruisen (1688–1740) ∞ Sophia Dorothea van Hannover (1687–1757)                               | Frederik Willem I van Pruisen (1688–1740) ∞ Sophia Dorothea van Hannover (1687–1757)                               |
| Grootouders                                    | Karel Alexander van Württemberg (1684–1737) ∞ 1727 Maria Augusta von Thurn und Taxis (1706–1756)                   | Karel Alexander van Württemberg (1684–1737) ∞ 1727 Maria Augusta von Thurn und Taxis (1706–1756)                   | Karel Alexander van Württemberg (1684–1737) ∞ 1727 Maria Augusta von Thurn und Taxis (1706–1756)                   | Karel Alexander van Württemberg (1684–1737) ∞ 1727 Maria Augusta von Thurn und Taxis (1706–1756)                   | Frederik Willem van Brandenburg-Schwedt (1700–1771) ∞1734 Sophia Dorothea van Pruisen (1719–1765)                  | Frederik Willem van Brandenburg-Schwedt (1700–1771) ∞1734 Sophia Dorothea van Pruisen (1719–1765)                  | Frederik Willem van Brandenburg-Schwedt (1700–1771) ∞1734 Sophia Dorothea van Pruisen (1719–1765)                  | Frederik Willem van Brandenburg-Schwedt (1700–1771) ∞1734 Sophia Dorothea van Pruisen (1719–1765)                  |
| Ouders                                         | Frederik Eugenius van Württemberg (1732–1797) ∞ 1753 Frederika Dorothea Sophia van Brandenburg-Schwedt (1736–1798) | Frederik Eugenius van Württemberg (1732–1797) ∞ 1753 Frederika Dorothea Sophia van Brandenburg-Schwedt (1736–1798) | Frederik Eugenius van Württemberg (1732–1797) ∞ 1753 Frederika Dorothea Sophia van Brandenburg-Schwedt (1736–1798) | Frederik Eugenius van Württemberg (1732–1797) ∞ 1753 Frederika Dorothea Sophia van Brandenburg-Schwedt (1736–1798) | Frederik Eugenius van Württemberg (1732–1797) ∞ 1753 Frederika Dorothea Sophia van Brandenburg-Schwedt (1736–1798) | Frederik Eugenius van Württemberg (1732–1797) ∞ 1753 Frederika Dorothea Sophia van Brandenburg-Schwedt (1736–1798) | Frederik Eugenius van Württemberg (1732–1797) ∞ 1753 Frederika Dorothea Sophia van Brandenburg-Schwedt (1736–1798) | Frederik Eugenius van Württemberg (1732–1797) ∞ 1753 Frederika Dorothea Sophia van Brandenburg-Schwedt (1736–1798) |
| Alexander Frederik van Württemberg (1771–1833) | | | | | | | | |

- Gemeinsame Normdatei: 104183454
- Virtual International Authority File: 32428166
- WorldCat: E39PBJqFKhkcKHf6qc98tYgxjC